# 大友一雄
大友 一雄（おおとも かずお、1955年 - ）は、日本の歴史学者、文書学者、国文学研究資料館名誉教授。近世の記録史料論、近世の儀礼研究などを専門とする。

## 来歴
茨城県北茨城市生まれ。1979年國學院大學文学部史学科卒、1984年学習院大学大学院人文科学研究科史学専攻博士後期課程単位取得退学。1998年「近世国家の権威と儀礼に関する研究」で國學院大學博士(歴史学) 。徳川林政史研究所研究員、国文学研究資料館史料館助手、助教授、教授、名誉教授。

## 著書
- 『日本近世国家の権威と儀礼』吉川弘文館、1999、ISBN　9784642033558。オンデマンド版　2021、ISBN　9784642733557
- 『江戸幕府と情報管理』臨川書店 原典講読セミナー、2003、「読みなおす日本史」吉川弘文館　2024年10月　ISBN　9784642076784

### 共編・監修
- 『古文書に親しむ』監修 山川出版社 文化財探訪クラブ、2002
- 『近世の環境と開発』根岸茂夫、佐藤孝之、末岡照啓共編 思文閣出版、2010
- 『アーカイブズの構造認識と編成記述』編　思文閣出版、2014
- 『バチカン図書館所蔵マリオ・マレガ資料の総合的研究』太田尚宏共編 マレガ・プロジェクト(国文学研究資料館)、2022

## 参考
- 『日本近世国家の権威と儀礼』著書紹介